# État indépendant de Macédoine
1944–1944
Entités précédentes :
- Royaume de Bulgarie

Entités suivantes :
- Yougoslavie fédérative démocratique

L'État indépendant de Macédoine — officiellement en macédonien Независна република Македонија (Nezavisna republika Makedonija) et en bulgare Независима република Македония (Nezavisima republika Makedoniya), littéralement « République indépendante de Macédoine » ; aussi en allemand Unabhängiges Mazedonien, « Macédoine indépendante » — est une tentative inaboutie de l'Allemagne nazie, en septembre 1944, de créer un État fantoche dans le territoire de la Yougoslavie occupé par le Royaume de Bulgarie depuis l'invasion de la Yougoslavie en avril 1941. Lorsque les forces soviétiques du front roumain s'approchent de la frontière bulgare durant la seconde quinzaine du mois d'août 1944, la Bulgarie se déclare neutre et cherche brièvement à négocier avec les Anglo-Américains. Comme le gouvernement bulgare laissa les troupes allemandes de Bulgarie se retirer sans les combattre, l'Union soviétique réagit rapidement. Le 2 septembre, un gouvernement pro-occidental prend le pouvoir à Sofia, avant d'être remplacé une semaine après par un gouvernement pro-soviétique à la suite d'un coup d'état du Front patriotique des communistes. 
En plein retrait des Balkans et confrontés au changement de camp de leurs alliés bulgares, les Allemands envisagent alors de créer le gouvernement d'un « État indépendant de Macédoine » dont la principale fonction aurait été de constituer un corridor sécurisé pour le retrait des troupes du Reich. Adolf Hitler pense confier la direction de ce gouvernement à Vancho Mihailov, ancien chef de l'Organisation révolutionnaire intérieure macédonienne. Allié aux Oustachis croates, Mihailov avait passé l'essentiel du conflit à Zagreb : début septembre, peu après le revirement des Bulgares, il est envoyé en urgence à Skopje pour constituer son gouvernement, mais rend compte à ses commanditaires que cette mission est impossible, et rentre en Croatie au bout de quelques jours. Des nationalistes macédoniens proclament néanmoins l'indépendance du pays le 8 septembre mais cette indépendance demeure purement virtuelle. 
Les Allemands commencent début octobre leur retrait de Macédoine, qu'ils achèvent un mois et demi plus tard après avoir fini d'évacuer la Grèce voisine. Les Partisans communistes, qui ont proclamé début août leur propre gouvernement en formant l'Assemblée anti-fasciste pour la libération du peuple macédonien, peuvent alors achever de défaire les collaborateurs locaux — pour l'essentiel des supplétifs albanais — et de prendre le contrôle de la Macédoine yougoslave.